# Alpina transiens
Alpina transiens är en fjärilsart som beskrevs av Eugen Wehrli 1921. Alpina transiens ingår i släktet Alpina och familjen mätare. Inga underarter finns listade i Catalogue of Life.